# Margit Nünke

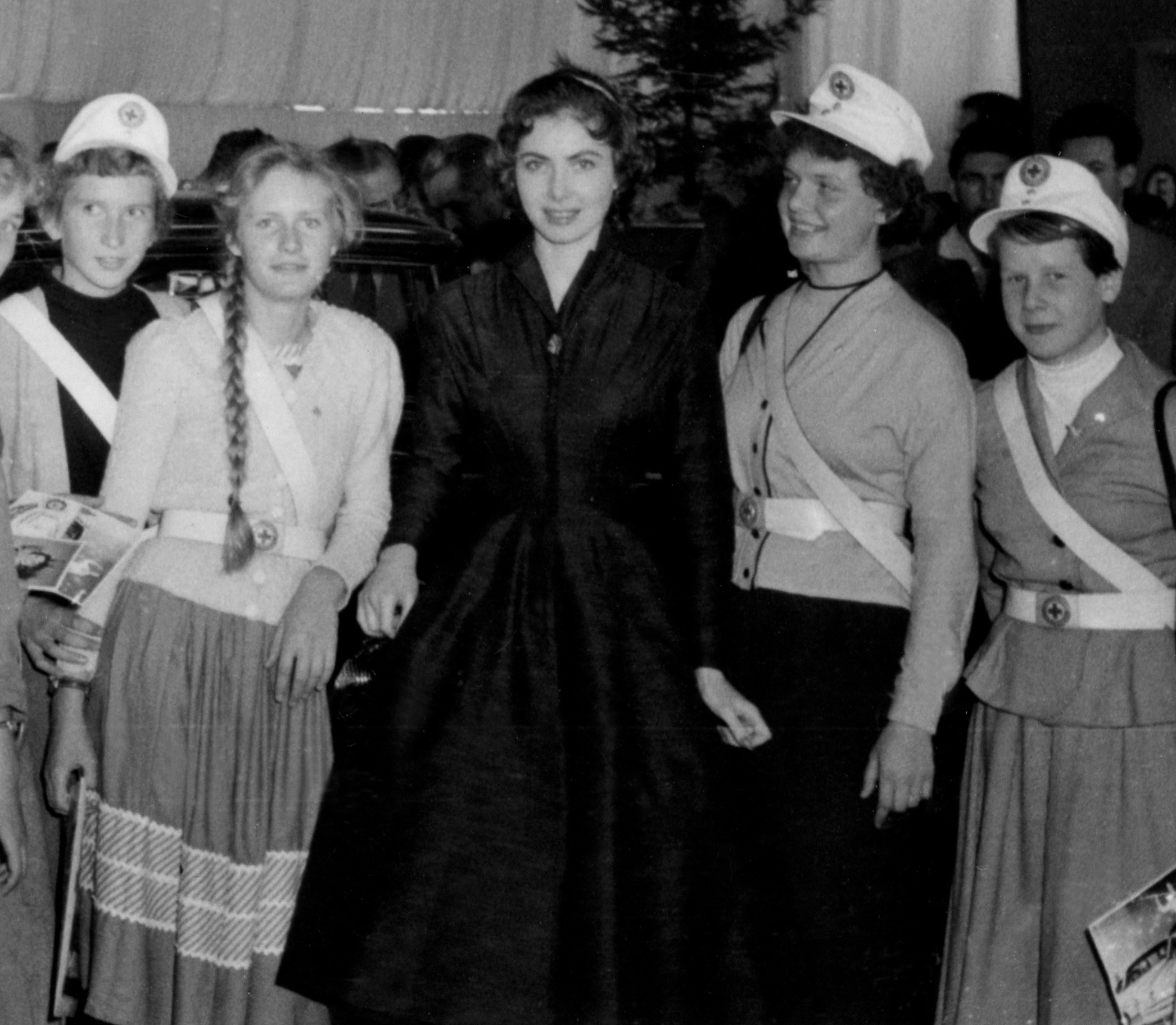
Margit Nünke als frisch gewählte Miss Germany auf der Frankfurter Automobilausstellung Frankfurt 1955, im Kreis von Schülerlotsinnen

Margit Nünke (* 15. November 1930 in Stettin; † 10. Januar 2015 in München) war in den 1950er und 1960er Jahren ein bekanntes Fotomodell (Kosmetik) sowie Schauspielerin. Sie versuchte sich kurzzeitig auch als Sängerin.

## Leben
In Köln-Nippes wohnend, wurde Margit Nünke zur Miss Nordrhein-Westfalen und am 11. Juni 1955 in Baden-Baden zur Miss Germany gewählt. Im Folgejahr 1956 siegte sie am 1. Juni in Stockholm vor 5000 Zuschauern vor 12 anderen Bewerberinnen bei der Wahl zur Miss Europe. Beim Miss-Universe-Wettbewerb 1955 in Long Beach (Kalifornien) erreichte sie das Finale und Platz 4.
Sie wirkte 1957 bis 1965 in neun Spiel- und zwei Fernsehfilmen sowie 1984 bis 1985 in der Fernsehserie Eine Klasse für sich mit. Margit Nünke erhielt mehrmals die weibliche Hauptrolle und war Partnerin von Peter Alexander, Gerhard Riedmann, Fred Bertelmann und Toni Sailer.
Als Sängerin spielte sie einige Singles ein, darunter im Duett mit Peter Garden den Titel Jede Woche, die hat 7 Tage.
Im Film Geliebte Bestie hatte sie auch Gelegenheit, ihr tänzerisches Talent unter Beweis zu stellen. Er spielt im Zirkusmilieu, und sie verkörpert in der Rolle der Beatrix eine Tänzerin, die sich in den Kopf gesetzt hat, während einer Raubtierdressur im selben Käfig mit den Tieren aufzutreten, und dies schließlich auch durchsetzt.
Margit Nünke, die über 40 Jahre mit Peter Garden verheiratet war, verstarb in München drei Tage nach dessen Tod am 10. Januar 2015 an den Folgen einer Lungenentzündung.

## Filmografie
- 1957: Die Verlobten des Todes (I fidanzati della morte)
- 1957: Das haut hin
- 1959: Gitarren klingen leise durch die Nacht
- 1959: Gesucht wird Mörder X
- 1959: Geliebte Bestie
- 1959: Bobby Dodd greift ein
- 1959: Zwölf Mädchen und ein Mann
- 1960: Meine Nichte tut das nicht
- 1960: Der kühne Schwimmer (Fernsehen)
- 1964: Liebesgrüße aus Tirol
- 1965: Und das vor der Hochzeit (Fernsehen)
- 1984: Eine Klasse für sich (Fernsehen)